# Завадка (Хумење)
Завадка (слч. Závadka) насељено је мјесто са административним статусом сеоске општине (слч. obec) у округу Хумење, у Прешовском крају, Словачка Република.

## Становништво
| Година:    | 1994. | 2004.    | 2014.   | 2024.   |
| ---------- | ----- | -------- | ------- | ------- |
| Број људи: | 470   | 526      | 534     | 560     |
| Разлика:   |       | +11,91 % | +1,52 % | +4,86 % |

| Година:    | 2023. | 2024.   |
| ---------- | ----- | ------- |
| Број људи: | 553   | 560     |
| Разлика:   |       | +1,26 % |

Према подацима о броју становника из 2024. године насеље је имало 560 становника.